# Lúrio University
Lúrio University – państwowy uniwersytet w Nampula. Uczelnia została założona w 2006, a swoje działanie zaczęła w 2007 roku. Według danych z 2017 roku na uczelni studiowało 3130 studentów, którzy uczyli się na 35 kierunkach. 

## Wydziały
Uczelnia ma swoje wydziały w trzech prowincjach na 4 kampusach:
- Prowincja Nampula: Wydział Nauk o Zdrowiu, Wydział Architektury i Planowania Przestrzennego, Szkoła Biznesu
- Prowincja Cabo Delgado: Wydział Inżynierii i Wydział Nauk Przyrodniczych
- Prowincja Niassa: Wydział Rolniczy
- Wyspa Mozambik (Nampula): Wydział Nauk Społecznych i Humanistycznych.